# Paka (Savinja)
Die Paka (dt. Pack) ist ein Fluss in der slowenischen historischen Region Untersteiermark und der Statistikregion Savinjska. Sie ist ein linker Nebenfluss der Savinja. 
Sie entspringt im Bachergebirge (Pohorje) am Südwesthang unterhalb des Volovice-Gipfels, fließt zunächst nach Südwesten, dann nach Nordwesten durch das Tal Vitanjské Podolí (Vitanjské Podolí). Anschließend wendet sie sich nach Süden in die enge Huda luknja-Schlucht in Richtung, Velenje.   
Im Osten der Stadt tritt sie unterhalb der  Burg Schallegg in das Schallegger Tal (Šaleška dolina) ein und durchfließt es in nordwestlicher Richtung bis Šoštanj. Dabei durchquert das Gewässer den Ort und passiert den Velenje-See.   
Unterhalb von Šoštanj biegt das Gewässer erneut nach Süden in die enge Penk-Schlucht ab, fließt dann in einem breiteren Tal an Šmartno ob Paki vorbei und mündet unterhalb von Rečica ob Paki in die Savinja.
Die wichtigsten rechten Zuflüsse sind die Polinca (Polenica), die Ponikva (Ponikva ponikalnica), die Lepena, die Velunja, die Klančnica, die Toplica und die Šentflorjanščica, während die linken Zuflüsse die Glažarica, die Jeseničnica (Loka), die Trebušnica und die Lokoviški und Hudi potok sind. 